# Degia pulverulenta
Degia pulverulenta is een vlinder uit de familie van de zakjesdragers (Psychidae). De wetenschappelijke naam van de soort is voor het eerst geldig gepubliceerd in 2009 door Thomas Sobczyk.
Het mannetje heeft een spanwijdte van 19 tot 22 millimeter, het vrouwtje van 30 tot 32 millimeter. 
De soort komt voor in Zuidoost-Azië, onder andere in Indonesië, Maleisië en Thailand.

## Type
- holotype: "male, 25.II.1998. leg. E.W. Diehl"
- instituut: ZSM, München, Duitsland
- typelocatie: "Indonesia, Sumatra Utara, Sungei Kopas Island"[1]